# In nome del padre, del figlio e della Colt
In nome del padre, del figlio e della Colt (dt.: „Im Namen des Vaters, des Sohnes und des Colts“) ist ein kostengünstig produzierter, im deutschsprachigen Raum nicht gezeigter Italowestern aus dem Jahr 1971. Mario Bianchi führte Regie.

## Handlung
Mace Cassidy und Bill Nolan sind trotz unterschiedlicher Namen Zwillingsbrüder: Mace ein notorischer Bandit und Vergewaltiger, Bill der Sheriff eines kleinen Ortes. Der muss eine Reihe von Morden aufklären, die von einem Maskierten während der Halloweenfeiern begangen wurden. Er wird allerdings selbst verhaftet und ins Gefängnis gesteckt, da er von einem Vater eines Vergewaltigungsopfers der Tat bezichtigt wird und nun als Chef einer Diebesbande gilt. Er kann nur unter Mühen aufklären, dass sein Zwillingsbruder der Verantwortliche ist, dem er im Schlussduell, das er für sich entscheiden kann, gegenübersteht.

## Kritik
Schlechteste Kritiken aller Orten: Christian Keßler begründet sein Urteil „Zeitverschwendung“ damit, der Film „schlurfe gemächlich voran“, auch der Schlusskampf sei „nur mäßig spannend“.